# Narodni park Teide
Narodni park Teide (špansko Parque nacional del Teide, izgovorjava: [ˈpaɾke naθjoˈnal de ˈtejðe]) je narodni park na Tenerifu na Kanarskih otokih v Španiji.
Središče narodnega parka je gora Teide, najvišja gora Španije (visoka 3718 metrov), najvišji vulkan na otokih v Atlantskem oceanu in tretji najvišji vulkan na svetu od svojega vznožja na dnu oceana (visok 7500 metrov). Pico Viejo, ki je prav tako vključen v meje narodnega parka, je drugi najvišji vulkan na Kanarskih otokih s svojim 3135 m visokim vrhom. Gora Teide in Pico Viejo sta edina dva vrhova na Kanarskih otokih, ki se dvigata nad 3000 m.
Park ima površino 18.990 hektarjev in je v občini La Orotava. UNESCO ga je 28. junija 2007 uvrstil na seznam svetovne dediščine. Od konca leta 2007 je tudi eden od 12 zakladov Španije. Na grebenu, vzhodno od Teide, so teleskopi Observatorija del Teide.
Teide je najbolj obiskan narodni park v Španiji in − do leta 2015 − osmi najbolj obiskan na svetu s približno 3 milijoni obiskovalcev letno. Leta 2016 ga je obiskalo 4.079.823 obiskovalcev in turistov in doseglo zgodovinski rekord.
Skozi park so na voljo jutranji in popoldanski avtobusni izleti z odhodi iz izbranih območij na jugu turističnih mest Tenerifa. Za dostop do vrha je potrebna brezplačna dovolilnica, ki jo je treba rezervirati vnaprej.

## Zgodovina
Narodni park Teide je imel duhovni pomen za domorodne Gvanče in v parku so odkrili pomembna arheološka najdišča. Teide je bil kraj čaščenja Gvančev, ki so verjeli, da so to vrata v pekel (Echeyde).
Status narodnega parka je bil razglašen 22. januarja 1954. Leta 1989 je Svet Evrope podelil Evropsko diplomo zavarovanih območij v najvišji kategoriji. To priznanje in upravljanje ohranjanja je bilo naknadno obnovljeno v letih 1994, 1999 in 2004. Leta 2007 je UNESCO nacionalni park Teide razglasil za svetovno dediščino. Nacionalni park Teide je konec leta 2007 tudi eden od 12 zakladov Španije.
Narodni park Teide je komplementaren narodnemu parku Hawaiʻi Volcanoes, predvsem zato, ker so v vsakem od njih predstavljene vulkanske strukture in tvorijo manj razvite magme takih otokov (Havaji) ter bolj razvite in diferencirane (Teide). Poleg tega ima narodni park Teide podobne slikovite značilnosti kot narodni park Grand Canyon v Arizoni v Združenih državah.

## Geografija in podnebje
Narodni park Teide ima na splošno zelo sončno, suho in blago podnebje. Glavni podnebji v narodnem parku sta sredozemsko podnebje (Csa/Csb) in polsušno podnebje (BSk).
Observatorij Izaña Teide, ki je na nadmorski višini 2371 metrov, beleži letno temperaturo 10,2 °C in skoraj 3500 sončnih ur letno. Večina poletnih dni ima popolnoma jasno nebo.

## Rastlinstvo in živalstvo
Lava teče na bokih vremena Teide v zelo tanko, a s hranili in minerali bogato zemljo, ki podpira raznoliko število rastlinskih vrst. Vaskularno floro sestavlja 168 rastlinskih vrst, od katerih jih je 33 endemičnih za Tenerife.
Gozdovi kanarskega bora (Pinus canariensis) se pojavljajo od 1000 do 2100 m, pokrivajo srednja pobočja vulkana in imajo alpsko gozdno mejo 1000 m nižjo kot celinska gora podobne zemljepisne širine. Na višjih nadmorskih višinah kaldera Las Cañadas nudi zadostno zavetje za rast občutljivejših vrst, kot sta kanarska cedra (Juniperus cedrus) in kanarski bor (Pinus canariensis).
Najbolj prevladujoče rastlinske vrste v narodnem parku Teide so brnistra Cytisus supranubius, ki ima bel in rožnat cvet; kanarska stenska roža Erysimum scoparium, ki ima bele in vijolične cvetove; in Teidski gadovec (Echium wildpretii), katerega rdeči cvetovi tvorijo do 3 m visoko piramido. Marjetico Argyranthemum teneriffae lahko najdemo na nadmorski višini blizu 3600 m. Teidejsko vijolico (Viola cheiranthifolia) lahko najdemo vse do vrha vulkana, zaradi česar je najvišja cvetoča rastlina v Španiji.
Te rastline so prilagojene težkim okoljskim razmeram na vulkanu, kot so velika nadmorska višina, močna sončna svetloba, ekstremne temperaturne razlike in pomanjkanje vlage. Prilagoditve vključujejo pridobivanje polkroglastih oblik, pridobivanje puhastega ali voskastega pokrova, zmanjšanje izpostavljene površine listov in visoko proizvodnjo cvetov. Cvetijo pozno spomladi ali zgodaj poleti, v mesecih maj in junij.
Narodni park Teide vsebuje ogromno nevretenčarjev, od katerih je več kot 40 % endemičnih vrst, 70 vrst pa najdemo samo v narodnem parku. Favna nevretenčarjev vključuje pajke, hrošče, dvokrilce, hemipterane in himenoptere.
V nasprotju s tem ima narodni park Teide le omejeno število vretenčarjev. V parku gnezdi deset vrst ptic. Sem spadajo tenerifski modri ščinkavec (Fringilla teydea teydea); pevec Anthus berthelotii berthelotii; atlantski kanarček (Serinus canaria) in podvrsta postovke (Falco tinnunculus canariensis).
V parku najdemo tudi tri endemične vrste plazilcev – kanarskega kuščarja (Gallotia galloti galloti), kanarskega stenskega gekona (Tarentola delalandii) in kanarskega skinka (Chalcides viridanus viridanus).
Edini avtohtoni sesalci v parku so netopirji, med katerimi je najpogostejša vrsta Leislerjev netopir (Nyctalus leisleri). Drugi sesalci, kot so muflon, zajec, hišna miš, črna podgana, divja mačka in alžirski jež, so bili vsi predstavljeni v parku.

## Znanstvena znamenitost
Zaradi podobnosti med okoljskimi in geološkimi razmerami narodnega parka Teide in planeta Mars je park idealen kraj za testiranje instrumentov, ki bodo potovali na Mars in razkrili preteklo ali sedanje življenje na Marsu. Leta 2010 je raziskovalna skupina v Las Cañadas del Teide preizkusila instrument Raman, ki naj bi ga uporabili v ekspediciji ESA-NASA ExoMars na Mars.
Leta 2017 je ESA testirala planetarne roverje na območju parka, znanem kot Las Minas de San José.

## Galerija
- Llano de Ucanca
- Park pozimi
- Panorama
- Skalne oblike
- La Tarta del Teide